# Charlie Jenkins
Charles Lamont (Charlie) Jenkins (New York, 7 januari 1934) is een voormalige Amerikaanse sprinter, die gespecialiseerd is in de 400 m. Midden jaren vijftig behoorde hij tot de wereldtop. Hij werd olympisch kampioen en Amerikaans kampioen op deze discipline.
Op de Olympische Spelen van 1956 in Melbourne won hij een gouden medaille op de 400 m. Met een tijd van 46,85 versloeg hij de nummer twee Duitser Karl-Friedrich Haas, die in 47,12 over de meet kwam. Zowel de Fin Voitto Hellsten als de Rus Ardalion Ignatiev wonnen het brons in 47,15 m. Op de 4 x 400 m estafette won hij met zijn teamgenoten Lou Jones, Jesse Mashburn en Tom Courtney een tweede gouden medaille door de estafetteploegen uit Australië en Groot-Brittannië (brons) te verslaan.
Hij is de vader van Chip Jenkins, die bij het estafettelopen op het WK indoor 1991 in het Spaanse Sevilla zilver en op de Olympische Spelen van 1992 in Barcelona goud won.

## Titels
- Amerikaans kampioen 400 m - 1955
- Amerikaans kampioen 600 yard (indoor) - 1955, 1957, 1958
- Olympisch kampioen 400 m - 1956
- Olympisch kampioen 4 x 400 m - 1956

## Palmares

### 400 m
- 1956:  OS - 46,85 s

### 4 x 400 m
- 1956:  OS - 3.04,81

1896: Thomas Burke ·
1900: Maxey Long ·
1904: Harry Hillman ·
1908: Wyndham Halswelle ·
1912: Charles Reidpath ·
1920: Bevil Rudd ·
1924: Eric Liddell ·
1928: Ray Barbuti ·
1932: Bill Carr ·
1936: Archie Williams ·
1948: Arthur Wint ·
1952: George Rhoden ·
1956: Charlie Jenkins ·
1960: Otis Davis ·
1964: Mike Larrabee ·
1968: Lee Evans ·
1972: Vince Matthews ·
1976: Alberto Juantorena ·
1980: Viktor Markin ·
1984: Alonzo Babers ·
1988: Steve Lewis ·
1992: Quincy Watts ·
1996: Michael Johnson ·
2000: Michael Johnson ·
2004: Jeremy Wariner ·
2008: LaShawn Merritt ·
2012: Kirani James · 
2016: Wayde van Niekerk · 
2020: Steven Gardiner · 
2024: Quincy Hall
1912: Sheppard, Lindberg, Meredith, Reidpath ·
1920: Griffiths, Lindsay, Ainsworth-Davis, Butler ·
1924: Cochran, Helffrich, MacDonald, Stevenson ·
1928: Baird, Alderman, Spencer, Barbuti ·
1932: Fuqua, Ablowich, Warner, Carr ·
1936: Wolff, Rampling, Roberts, Brown ·
1948: Harnden, Bourland, Cochran, Whitfield ·
1952: Wint, Laing, McKenley, Rhoden ·
1956: Jenkins, Jones, Mashburn, Courtney ·
1960: Yerman, Young, G. Davis, O. Davis ·
1964: Cassell, Larrabee, Williams, Carr ·
1968: Matthews, Freeman, James, Evans ·
1972: Asati, Nyamau, Ouko, Sang ·
1976: Frazier, Brown, Newhouse, Parks ·
1980: Valiulis, Linge, Tsjernetski, Markin ·
1984: Nix, Armstead, Babers, McKay ·
1988: Everett, Lewis, Robinzine, Reynolds ·
1992: Valmon, Watts, Johnson, Lewis ·
1996: Harrison, Smith, Mills, Maybank ·
2000: Bada, Chukwu, Monye, Udo-Obong  ·
2004: Harris, Brew, Wariner, Williamson ·
2008: Merritt, Taylor, Neville, Wariner ·
2012: Brown, Pinder, Mathieu, Miller ·
2016: Hall, McQuay, Roberts, Merritt ·
2020: Cherry, Norman, Deadmon, Benjamin ·
2024: Bailey, Norwood, Deadmon, Benjamin